# Carlos Gardel
Carlos Gardel (eredeti nevén Charles Romuald Gardès; Toulouse, Franciaország, 1890. december 11. – Medellin közelében, Kolumbia, 1935. június 24.) francia születésű argentin énekes, dalszerző, zeneszerző és színész, a tangó történetének legprominensebb alakja. Repülőgép-szerencsétlenségben vesztette életét.

## Élete
Édesanyja, egy 25 éves hajadon, Berthe Gardès mosónő volt. A gyermeket Charles Romuald Gardès néven anyakönyvezték, apját eredetileg ismeretlenként jelölték meg. 11 nappal később azonban Berthe Gardès aláírt egy nyilatkozatot, amelyben a gyermek apját Paul Laserre-ként nevezte meg. Az illető házasember volt, aki néhány hónappal a baba születése előtt hagyta el Toulouse városát. Több mint egy évvel később Berthe Gardès is elhagyta Toulouse-t, hogy elkerülje házasságon kívül született gyermeke miatti társadalmi megbélyegzést. 
1893 elején a franciaországi Bordeauxban anya és fia felszálltak a Don Pedro nevű hajóra, amellyel 1893. március 11-én érkeztek meg Buenos Airesbe. Berthe Gardès a bevándorlási hatóságoknál özvegynek mondta magát.
Gardelt édesanyja Buenos Airesben ruhavasalásból tartotta el. Gardel nem franciaként, hanem spanyol nyelvűként nőtt fel, barátai és családja Carlosnak (vagy kicsinyítő alakban Carlitosnak) nevezték őt.
Laserre nem sokkal 1918 után Franciaországból Buenos Airesbe utazott, hogy megkérdezze az anyát, akar-e a felesége lenni. Ez egyrészt megzavarta volna az özvegyről szóló történetét, másrészt Gardel sem akart hallani a házasságról.
Gardel énekesi karrierjét bárokban és magánpartikon kezdte. Francisco Martinóval énekelt együtt, később pedig trióban Martinóval és José Razzanóval. 1917-ben vette lemezre ún. „tango-canción” műfajú dalát. A lemez 10 000 példányban kelt el, és egész Latin-Amerikában sikert aratott.
Gardel sokat turnézott Argentínában, Uruguayban, Chilében, Brazíliában, Puerto Ricóban, Venezuelában és Kolumbiában, valamint fellépett Párizsban, New Yorkban, Barcelonában és Madridban. 1928-as párizsi látogatásának első három hónapjában 70 000 lemezt adott el. 
Számos filmet készített a Paramount számára Franciaországban és az Egyesült Államokban. Bár az olyan szentimentális filmek, mint a Cuesta abajo (1934) vagy az El día que me quieras (1935), nem voltak maradandó alkotások, ám kiváló alkalmat teremtettek Gardel kiemelkedő kvalitású énekének és filmsztárhoz méltó megjelenésének bemutatására.

## Halála
A koabeli sajtó beszámolója szerint Carlos Gardel több színésztársával útban volt Bogotából Panamába. Repülőgépe Medellinben közbeeső leszállást végzett. Amikor a gép felszállt, hogy tovább folytassa útját, összeütközött a Scadia légitársaság egyik utasszállító repülőgépével. Az utóbbi gépen, amely éppen leereszkedőben volt a repülőtérre, hét utas foglalt helyet. Mindkét repülőgép lángba borult és lezuhant. A balesetben összesen 14 utas halt meg, köztük Gardeléken kívül Ernesto Samper, a Saco légiforgalmi társaság igazgatója. 
A repülőtéren több ezer főnyi közönség gyűlt össze, hogy fogadja a népszerű művészt. A megjelentek szemtanúi voltak a szerencsétlenségnek.
Gardelt rajongóinak milliói gyászoltak Latin-Amerikában. Holttestét Kolumbiából New York Cityn és Rio de Janeirón keresztül szállították el. Ezrek fejezték ki tiszteletüket a két nap alatt Montevideóban, abban a városban, ahol édesanyja akkoriban élt. Gardel holttestét a Buenos Aires-i La Chacarita temetőben helyezték örök nyugalomra.

## Szerzeményei
Gardel írta a zenéjét, Alfredo Le Pera szövegét a következő kompozícióknak:
| - Amargura (tangó) - Amores de Estudiante (keringő) - Apure, Delantero Buey (song) - Arrabal Amargo (tangó) - Caminito Soleado (song) - Cheating Muchachita - Criollita, decí que sí (song) - Cuesta Abajo (tangó) - El día que me quieras (song) - Golondrinas (tangó) - Guitarra, Guitarra Mía - La Criolla - La Vida en un Trago - Lejana Tierra Mía (song) - Los Panchos en Buenos Aires | - Melodía de Arrabal (tangó) - Mi Buenos Aires Querido (tangó, 1934) - Olvido - Por tu Boca Roja - Por una cabeza (tangó, 1935) - Quiéreme - Recuerdo Malevo (tangó) - Rubias de New York (foxtrot) - Soledad (tangó) - Suerte Negra (keringő) - Sus ojos se Cerraron (tangó) - Viejos Tiempos (tangó) - Volver (tangó, 1934) - Volvió una Noche (tangó) |  |

## Képgaléria

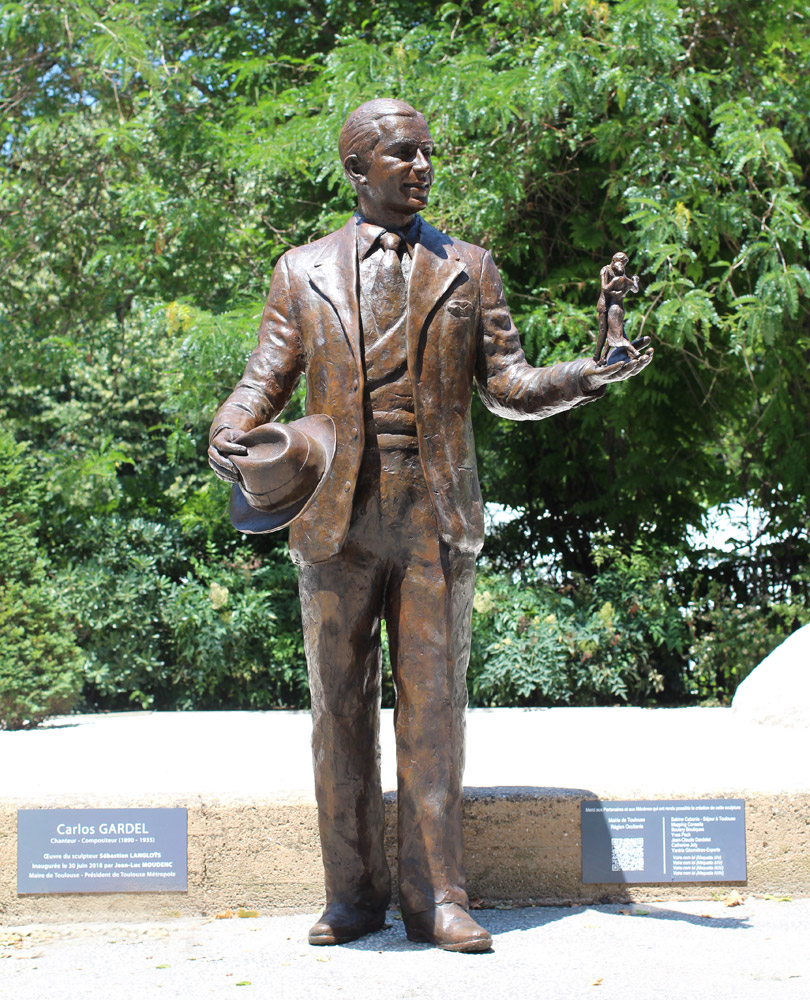
Carlos Gardel szobra Toulouse-ban
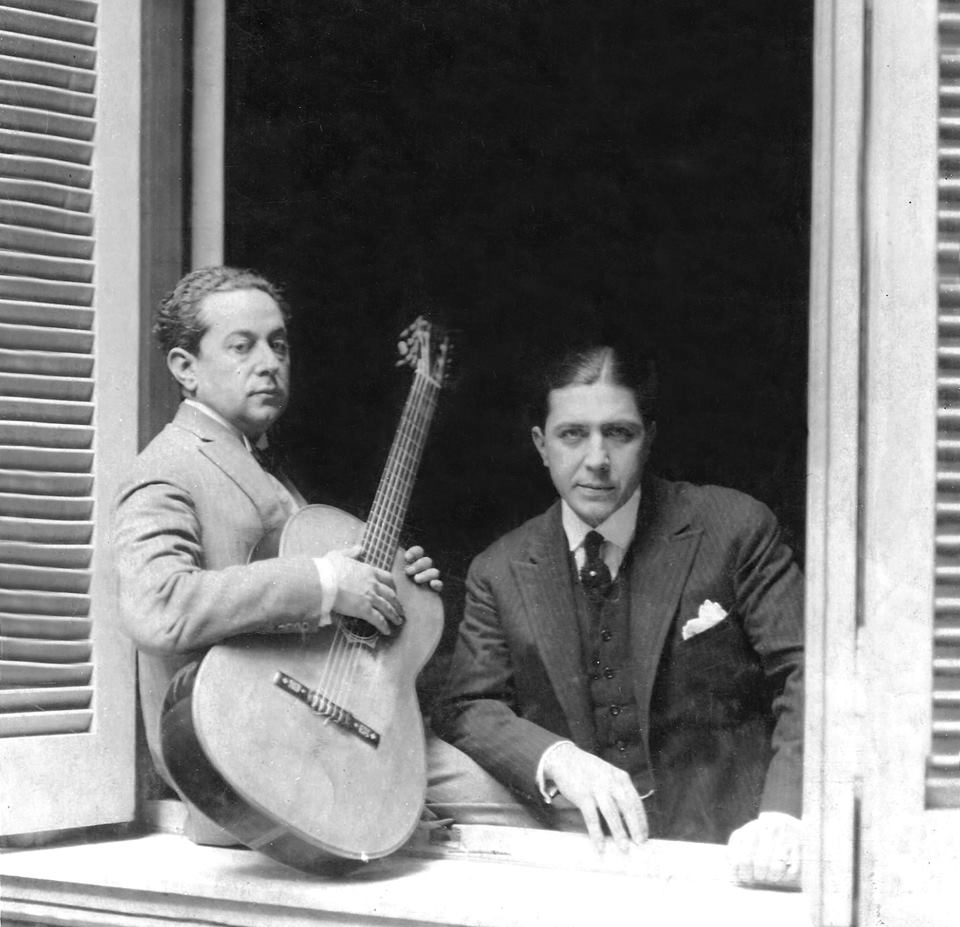
José Razzano (balra) and Gardel Gardel anyjának házánál 1926-ban
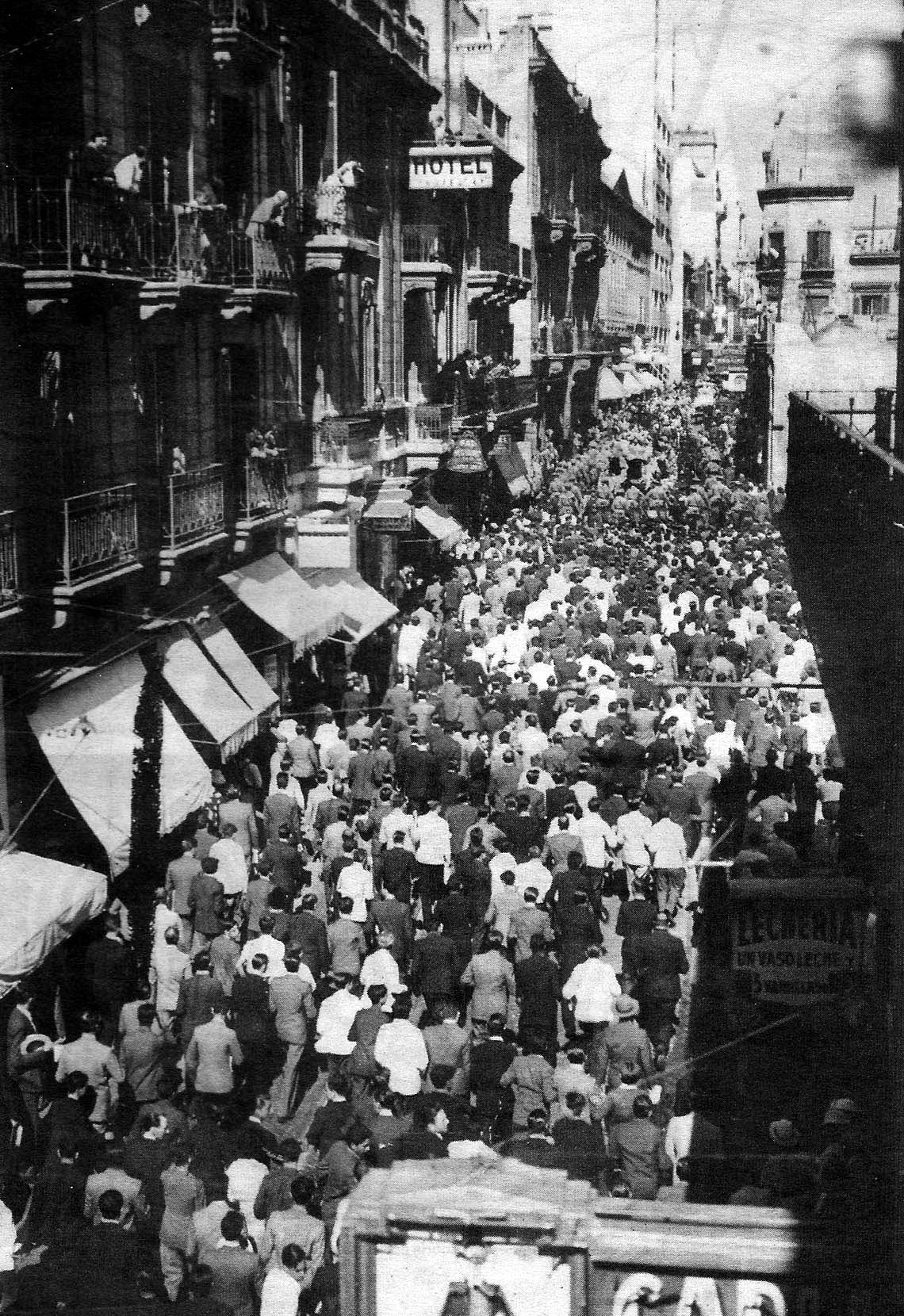
Gardel koporsójának vitele Buenos Airesben
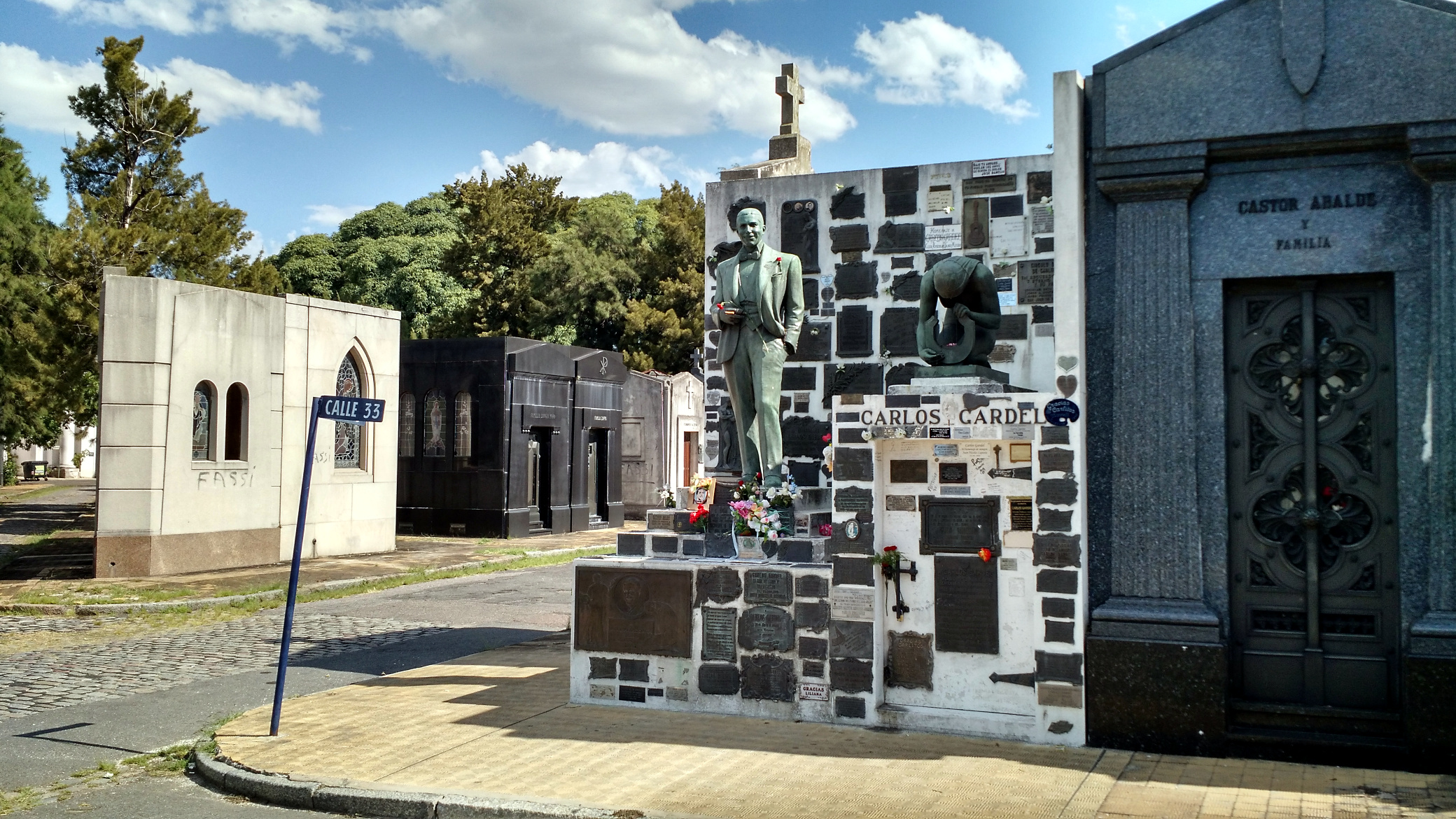
Carlos Gardel sírja
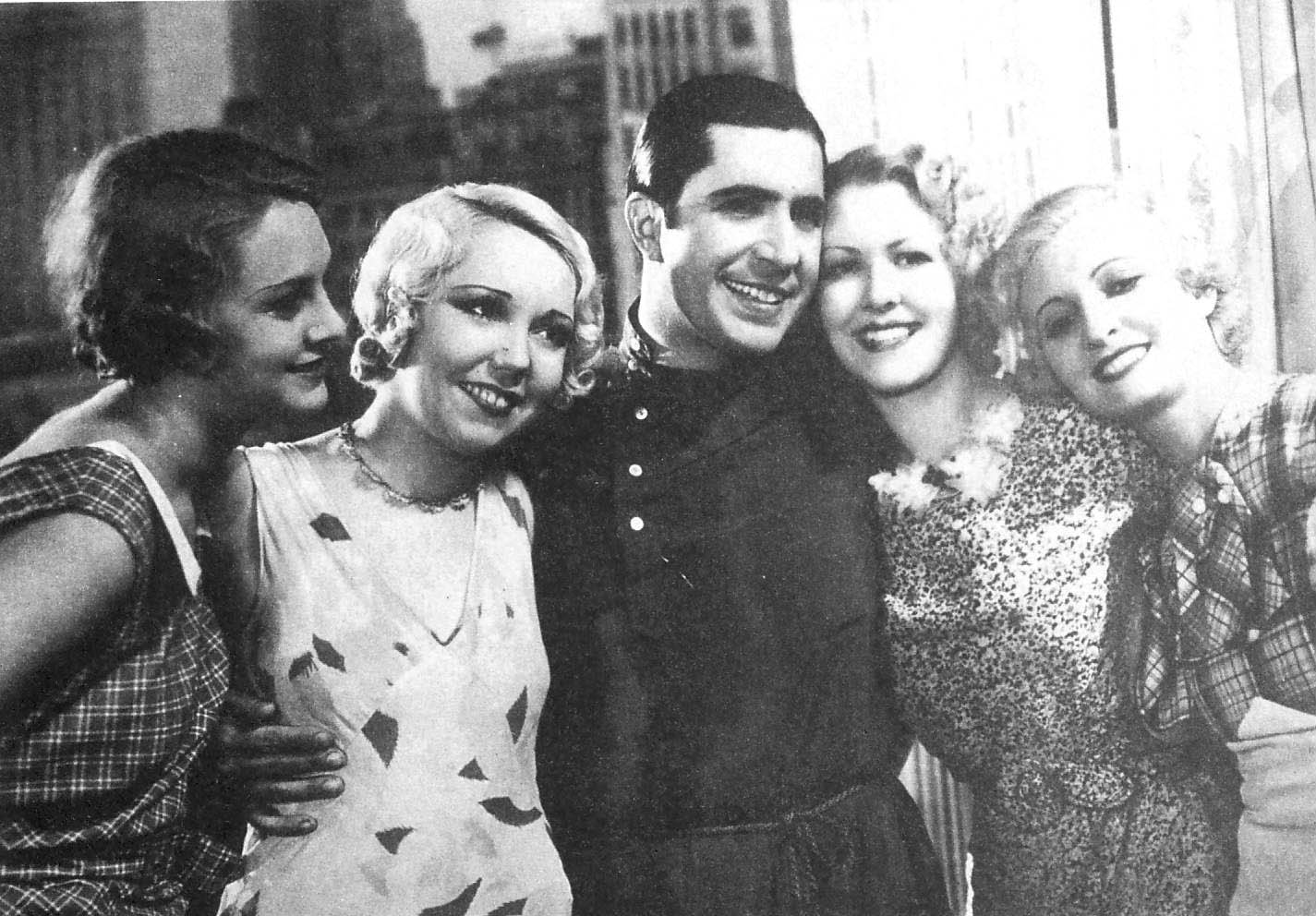
Gardel New Yorkban 1934-ben az El Tango en Broadway népszerűsítése során

## Emlékezete
Róla nevezték el az 1988-ban felfedezett 6380 Gardel aszteroidát.
Róla nevezték el a Premios Gardel elnevezésű rangos díjátadót , melyet Argentínában szerveznek.

## Filmjei
- Flor de Durazno (1917) (némafilm)
- Añoranzas (1930, rövidfilm)
- Canchero (1930)
- El Carretero (1930, rövidfilm)
- El Quinielero (1930, rövidfilm)
- Enfundá la Mandolina (1930, rövidfilm)
- ¡Leguisamo Solo! (1930, rövidfilm)
- Mano a Mano (1930, rövidfilm)
- Padrino Pelado (1930, rövidfilm)
- Tengo Miedo (1930)
- Viejo Smoking (1930, rövidfilm)
- Yira, Yira (1930, rövidfilm)
- The Lights of Buenos Aires (1931) (Párizsban forgatták)
- Esperame (1932)
- La Casa es Seria (1932)
- Suburban Melody (1933)
- Downward Slope (1934)
- The Tango on Broadway (1934)
- El día que me quieras (1935)
- Cazadores de Estrellas (1935)
- Tango Bar (1935)[18]

## Fordítás
- Ez a szócikk részben vagy egészben  a   https://en.wikipedia.org/wiki/Carlos_Gardel című angol Wikipédia-szócikk ezen változatának fordításán alapul.  Az eredeti cikk szerkesztőit annak laptörténete sorolja fel. Ez a jelzés csupán a megfogalmazás eredetét és a szerzői jogokat jelzi, nem szolgál a cikkben szereplő információk forrásmegjelöléseként.